# Conferência Episcopal de Moçambique
A Conferência Episcopal de Moçambique (CEM) é a conferência episcopal dos bispos da Igreja Católica em Moçambique e, portanto, serve como a principal assembleia dos prelados cristãos neste país.
É parte do Simpósio das Conferências Episcopais da África e Madagascar, por meio da sua participação no Encontro Inter-regional dos Bispos do Sul da África.

## Presidentes
- Custódio Alvim Pereira (1967 – 1969)
- Francisco Nunes Teixeira (1969 – 1975)
- Manuel da Silva Vieira Pinto (1975 – 1976)
- Jaime Pedro Gonçalves (1976 – 1986)
- Paulo Mandlate, S.S.S. (1986 – 1993)
- Francisco João Silota, M. Afr. (1993 – 2002)
- Jaime Pedro Gonçalves (2002 – 2006)
- Tomé Makhweliha, S.C.I. (2006 – 2009)
- Lúcio Andrice Muandula (2009 – 2015)
- Francisco Chimoio, O.F.M. Cap. (2015 – 2018)
- Lúcio Andrice Muandula (2018 – 2021)
- Inácio Saúre, I.M.C. (desde 2021)